# United States Information Agency
United States Information Agency (USIA) byla vládní informační agentura Spojených států amerických. Agentura byla zřízena na návrh prezidenta Eisenhowera v srpnu 1953 a ukončila svou činnost ke konci září 1999.
Spadala do působnosti ministerstva zahraničí (State Department) a sídlila ve Washingtonu, D.C. V letech 1978–1982 byla přejmenována na USICA, ale za prezidenta Reagana se opět vrátila k původnímu názvu.

## Charakteristika a vývoj
Posláním USIA byla tzv. veřejná diplomacie. Prezident Dwight D. Eisenhower formuloval jako její poslání „rozumět, informovat a ovlivňovat veřejnost v zahraničí ve smyslu národních zájmů, šířit dialog mezi Američany, americkými institucemi a jejich partnery v zahraničí“.
Od roku 1999 bylo zahraniční nevojenské vysílání přesunuto do nově vytvořeného Bradcasting Board of Governors (BBG). Výměnné studijní a vzdělávací programy (IVP, později IVLP) a informační služby, které nemají charakter rozhlasového vysílání, byly svěřeny vyčleněnému náměstkovi ministra zahraničí. Podle jiných zdrojů je nástupcem USIA takzvaný Mezinárodní vysílací úřad (IBB).

## Úkoly USIA
USIA měla za úkol:
- vysvětlovat a obhajovat americkou politiku, aby byla pochopitelná a srozumitelná pro zahraničí,
- poskytovat informace o oficiální politice Spojených států, o lidech, hodnotách a institucích, které politiku ovlivňují,
- napomáhat americkým občanům vytvářet dlouhodobé vztahy se zahraničními partnery,
- poskytovat poradenství americké exekutivě o dopadech oficiálních postojů na efektivitu americké politiky.

V období studené války měla USIA vlastně kompenzovat komunistickou antiamerickou propagandu (viz americká propaganda).
Kromě rozhlasového vysílání a vydávání publikací USIA provozovala knihovny a pořádala výstavy, vydávala knihy a šířila publikace, filmy, apod. Mezinárodní kulturní a vzdělávací výměnné programy zahrnovaly také Fulbright Scholarship Program.